# King Rising 2 : Les Deux Mondes
Série
King Rising, au nom du roi
(2007) King Rising 3
(2014)
Pour plus de détails, voir Fiche technique et Distribution.
King Rising 2 : Les Deux Mondes (In the Name of the King: Two Worlds) est un film germano-allemand réalisé par Uwe Boll, sorti directement en vidéo en 2011.
Ce film fait suite au film King Rising, au nom du roi sorti en 2006.

## Synopsis
Granger (Dolph Lundgren), un ancien soldat des Forces spéciales vivant à l'époque moderne à Vancouver, comme entraîneur de judo, est envoyé dans une quête pour accomplir une ancienne prophétie. Il est tiré par la force dans un portail temporel dans son domicile après le combat contre un petit groupe d'assassins à capuchon qui tentent de le tuer. Il se retrouve plusieurs centaines d'années dans le passé, dans le Royaume boisé d'Ehb déchiré par la guerre. Granger fait équipe avec une bande peu probable d'alliés, accompagné par une femme médecin nommée Manhattan (Natassia Malthe), dans le but de tuer le chef de la "Dark Ones" ; une sorcière connue seulement comme la Sainte mère (Christina Jastrzembska). Granger doit non seulement tuer la Sainte mère, mais doit libérer le royaume de l'emprise du tyran maléfique Raven (Lochlyn Munro) ainsi que trouver un moyen de revenir à son époque.

## Fiche technique
- Titre original : In the Name of the King: Two Worlds
- Titre : King Rising 2 : Les Deux Mondes
- Réalisation : Uwe Boll
- Scénario : Michael Nachoff
- Musique : Jessica de Rooij
- Direction artistique : Kimberley Zaharko
- Décors : Rick Willoughby
- Costumes : Kerry Weinrauch
- Photographie : Mathias Neumann
- Son : David Green, Graeme Hughes, Iain Pattison
- Montage : Peter Forslund
- Production : Dan Clarke

Production déléguée : Uwe Boll, Dale A. Andrews, Karyn Edwards, Jonathan Shore et Shawn Williamson
Production associée : Bob Van Ronkel
- Sociétés de production[1] :
  - Allemagne : Boll Kino Beteiligungs GmbH & Co. KG
  - Canada : Brightlight Pictures, avec la participation de Event Film Distribution, en association avec Studio West Productions
  - France : avec la participation de Pistoleros
- Sociétés de distribution :
  - Allemagne : Splendid Film (DVD et Blu-Ray)
  - Canada : Event Film Distribution (Tous médias) ; Phase 4 Films (DVD et Blu-Ray)
  - France : F.I.P. Distribution et Sony Pictures Home Entertainment (DVD et Blu-Ray)
- Budget : 4,5 millions de $ (estimation)[2]
- Pays d'origine :  Allemagne,  Canada
- Langue originale : anglais
- Format[3] : couleur - 1,78:1 (Widescreen) (16:9) - son Dolby
- Genre : Action, aventure et fantasy
- Durée : 96 minutes
- Dates de sortie[4] :
  - Canada : 27 décembre 2011 (sortie directement en DVD)
  - France : 4 janvier 2012 (sortie directement en DVD)
  - Allemagne : 27 janvier 2012 (sortie directement en DVD et Blu-ray)
- Classification[5] :
  -  Allemagne : Interdit aux moins de 16 ans (FSK 16).
  -  Canada : Les enfants de moins de 14 ans doivent être accompagnées d'un adulte (14A - 14 Accompaniment).
  -  France : n/a

## Distribution
- Dolph Lundgren : Granger
- Lochlyn Munro : le Roi / Raven
- Natassia Malthe : Manhattan
- Christina Jastrzembska : la Sainte mère
- Aleks Paunovic : Allard
- Natalia Guslistaya : Elianna
- Elisabeth Rosen : Seer
- Michael Adamthwaite (en) : Thane
- Michaela Mann (es) : une femme
- Noah Beggs : Pudgy Dark One